# 布朗济
布朗济（法語：Blanzy，發音：[blɑ̃zi] ⓘ）是法国索恩-卢瓦尔省的一个市镇，属于欧坦区。

## 地理
布朗济（46°42'14"N, 4°23'25"E）面积39.95 平方千米，位于法国勃艮第-弗朗什-孔泰大區索恩-卢瓦尔省，该省份为法国中部省份，北起顺时针与科多尔省、汝拉省、安省、罗讷省、卢瓦尔省、阿列省和涅夫勒省接壤。
与布朗济接壤的市镇（或旧市镇、城区）包括：莱比佐、古尔东、沙尔穆瓦、马里尼、蒙索莱米讷、圣贝兰苏桑维涅、圣厄塞布、圣瓦利耶。
布朗济的时区为UTC+01:00、UTC+02:00（夏令时）。

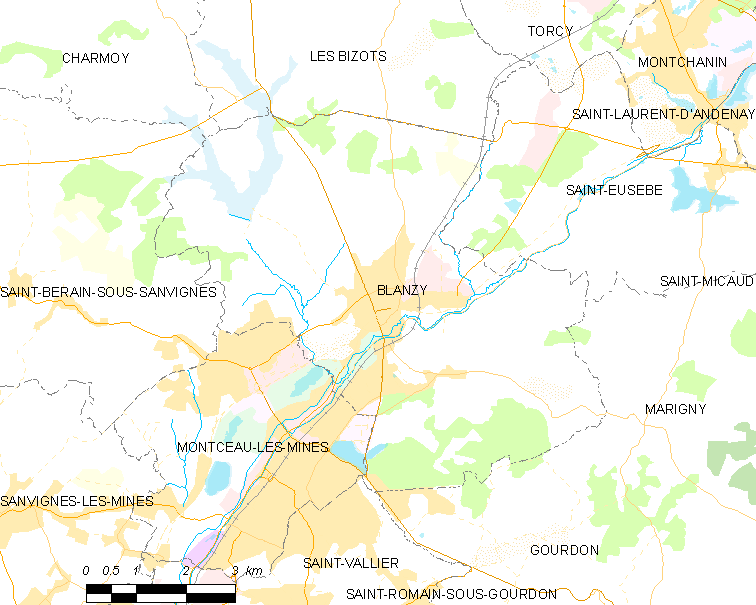
布朗济的OSM定位图

## 行政
布朗济的邮政编码为71450，INSEE市镇编码为71040。

## 政治
布朗济所属的省级选区为布朗济县。

## 人口

1962-2008年间布朗济人口变化图示

布朗济于2022年1月1日时的人口数量为5983人。